# Vitjasiella
Vitjasiella is een geslacht van kreeftachtigen uit de klasse van de Ostracoda (mosselkreeftjes).

## Soorten
- Vitjasiella belyaevi Schornikov, 1976
- Vitjasiella duplicispina Ayress, 1993 †
- Vitjasiella ferox (Hornibrook, 1953) Ayress, 1991 †